# Мали Тјутерс
Мали Тјутерс (рус. Малый Тютерс; фин. Pien-Tytärsaari, Säyvö) малено је руско острво у источном делу Финског залива Балтичког мора. Острво се налази на око 15 километара југозападно од острва Велики Тјутерс и административно припада Кингисепшком рејону Лењинградске области. Површина острва је свега 1,6 км². Острво је ненасељено.
На Малом Тјутерсу се налазе два светионика, један на северозападном, а други на јужном делу.